# Ischnomelissa zonata
Ischnomelissa zonata är en biart som beskrevs av Engel 1997. Ischnomelissa zonata ingår i släktet Ischnomelissa och familjen vägbin. Inga underarter finns listade i Catalogue of Life.